# Riserve della foresta pluviale centro orientale
Le Riserve della foresta pluviale centro orientale sono un insieme di 8 diverse aree protette, poste lungo il confine fra gli stati australiani del Nuovo Galles del Sud e del Queensland, in un paesaggio dominato da antichi crateri vulcanici a scudo. Nel 1986 le riserve del Nuovo Galles del Sud, pari a poco più di 3.000 km², furono iscritte nell'elenco dei Patrimoni dell'umanità dell'UNESCO, mentre nel 1994 lo status di Patrimonio dell'umanità venne esteso anche alle aree del Queensland, pari a poco meno di 600 km². L'area protetta totale è pari a 3.667 km².
Le riserve del Queensland comprendono i parchi nazionali Lamington, Springbrook, Mount Barney, Main Range ed altre 37 aree protette e parchi nazionali minori. Nel Nuovo Galles del Sud invece troviamo il Parco nazionale Dorrigo. Tra la flora delle riserve della foresta pluviale centro orientale troviamo molte specie in pericolo di estinzione.
Ogni anno oltre 2 milioni di turisti visitano queste aree protette.